# I. János magyar király
Szapolyai János (németül: Johann Zápolya; Szepesváralja, 1480 vagy 1487  – Szászsebes, 1540. július 22.), a befolyásos Szapolyai-házból való erdélyi vajda 1510 és 1526 között, majd magyar király I. János néven 1526-tól haláláig. Szapolyai István nádor és Tescheni Hedvig elsőszülött fia, a kora újkori Magyarország leggazdagabb főura. Miután II. Lajos király a mohácsi csata során életét vesztette, az 1526. évi székesfehérvári országgyűlés megválasztotta és magyar királlyá koronázta a Habsburg-házi I. Ferdinánd királlyal szemben.
János király I. Szulejmán oszmán szultán támogatásával haláláig megtartotta trónját, a kettős királyválasztás eredményét azonban minden próbálkozása ellenére sem tudta megváltoztatni. Halála után az ország százötven évre három részre szakadt, a Habsburg-család által kormányzott Magyar Királyságra, az Oszmán Birodalom részét képző török hódoltságra, és a Szapolyai által birtokolt keleti területekből a speyeri szerződéssel 1570-ben megalakuló Erdélyi Fejedelemségre.
A francia–magyar szövetség megkötését követően felmerült, hogy Szapolyai János király felesége I. Ferenc francia király rokona, Navarrai Izabella lesz. Ez a házasság azonban ismeretlen okok miatt nem köttetett meg, sokáig úgy tűnt, Szapolyai gyermektelenül fog elhunyni. Ezért a korábban dúló polgárháborús helyzetet lezáró 1538-as békeszerződés értelmében halála után I. Ferdinándra hagyta volna az általa birtokolt területeket. Végül 1539-ben feleségül vette I. Zsigmond lengyel király leányát, Jagelló Izabellát, akitől egyetlen fia és örököse, János Zsigmond származott. Végakarata szerint, semmibe véve a korábban megkötött váradi békét, fia követte a trónon.

## Útja a trónig
Szapolya faluhoz több nemesi család köthető, így pl. a Dénesfiek, de ugyanez nem mondható el a Szapolyaiakról. János apja, Szapolyai István a Pozsega vármegyéből  származó Szapolyai-család tagja, kisnemesi származású volt és 1492–1499 között Magyarország nádori tisztségét is ellátta.  Anyja Hedvig tescheni hercegnő volt, II. Přemislav tescheni herceg és Anna mazoviai hercegnő leánya, egyben IV. Boleszláv mazoviai herceg unokája. Öccse György szepesi gróf, húga Borbála lengyel királyné volt.
Az 1505. évi rákosi országgyűlés óta János volt a köznemesi párt uralkodójelöltje, amelyet a rákosi végzés határozatai alapoztak meg. 1510-től erdélyi vajda volt és az ő feladata volt Dózsa György felkelésének leverése is, melyet 1514-ben a Temesvár melletti csatában meg is tett az előző évben az al-dunai Szendrő várának ostrománál kipróbált hadsereggel. A lázadás leverése többszörösen erősítette tekintélyét: egyfelől elejétől fogva ellene volt a Bakócz Tamás által 1514. április 16-án meghirdetett keresztes hadjáratnak, másfelől a mozgalom eltiprása a középnemesi és a bárói rétegben is növelte a befolyását. A felkelés vezetőit különös kegyetlenséggel végeztette ki, és részt vállalt a parasztháborút megtorló röghöz kötési intézkedésekben, de később maga is rossznak értékelte tettét. Az ezt követő években, a Jagelló-kor alatt az ország zavaros állapotait, a különböző pártharcokban vett részt, amelyet saját hasznára akart fordítani, hogy királlyá választásához egyengesse útját.
Az 1520-as években Magyarországon három önálló haderő létezett, amely már önmagában jelzi a feudális széttagoltságot. A király mellett hadsereggel rendelkezett Báthori István nádor és Szapolyai János erdélyi vajda is. A nádor és a vajda 1515-ben már a déli végeken portyázott. Céljuk azonban nem törökellenes háború (hadjárat) indítása volt, hanem az 1515-ös (harmadik) Jagelló-Habsburg dinasztikus szerződés aláásása. Jelentéktelen háborús sikereik esetén a Habsburg-párt tekintélye erősen megingott volna. „A Fugger-bankház magyarországi megbízottja ezt írta főnökének: ha a vajda győz Zsarnónál, úgy a magyarok visszakövetelték volna Annát és a vajdának adták volna, és semmi sem lett volna a szerződésből... ha sikerült volna neki győzelmet aratnia, ezzel a dicsőséggel eljutott volna az uralkodáshoz is, és megkapta volna a király lányát feleségül.” Az ostrom azonban sikertelen maradt, de az országra vonta Szulejmán figyelmét.
II. Ulászló halála után a gyermek II. Lajos mellé Bornemissza János és Brandenburgi György került gyámnak, így a Habsburg-orientáció nem szenvedett csorbát a kormányban. Ámde az ország vezetésének többi résztvevője (közép- és kisnemesség) inkább Szapolyai híve volt, ezért az 1514-1526 közötti időszak belpolitikailag instabil, a központi hatalom gyenge, az országgyűlés határozataiból és törvényeiből mindenki csak azt tartja be, amit jónak tart. 1521-től állandó török haderő állomásozott a Szerémségben. A Zsigmond által létrehozott déli végvárrendszer teljes megsemmisülése zajlott le néhány év alatt; Szabács, Nándorfehérvár és Zimony elvesztése. Az ország területi integritása már 1521-től sérült, a török megyényi területeket birtokolt.
1522-ben ő segítette trónra Havasalföldön Radu de la Afumațit, aki hűséget esküdött rajta keresztül a magyar királynak. 1526-ban I. Szulejmán közeledésének hírére elindult csapataival Mohács felé, de a csatatérre nem érkezett meg. Serege (amely egyes túlzó becslések szerint 40 ezer, valójában csak 10-15 ezer főt számlált) Szegednél vesztegelt. Egyesek szerint máig nem tisztázott szerepe a mohácsi csatában. Mások szerint megvolt benne a jóindulat, de a király ellentmondásos parancsai miatt "lekéste" a mohácsi csatát. Vannak olyanok akik szerint szándékosan késett a csatából, hideg számításból hagyta cserben uralkodóját veszni a mohácsi csatamezőn, ezzel is egyengetve a királyi címhez vezető útját. Valójában mivel seregét nem vezényelhette Mohácsra, egymaga indult el, hogy ő is részt vehessen a csata vezénylésében Tomori Pállal.
Szapolyainak nem volt jó a kapcsolata a budai udvarral, az 1525. évi országgyűlésen meg sem jelent (különben épp ekkor vesztett csatát a törökökkel a Temesi bánság határán), és a kortársak szerint Erdélyben amolyan "belső száműzöttként" élt. Sértődöttségéhez hozzájárult, hogy Werbőczy István nádor az Újlaki-örökség ügyében ellene döntött, a kincstár javára, a Habsburgok kikosarazták, Lajos király pedig az elzálogosított királyi birtokokat követelte vissza tőle.
A Habsburgok propaganda gyanánt 1528-tól kezdték azt elhinteni, hogy már 1526 előtt kapcsolatban állt a szultánnal, amit állítólag egy velencei követ mesélt neki egy török pasa útján. Híresztelések szerint nem is annyira a trónt akarta akkor, hanem Erdélyt önálló államként deklarálva oszmán támogatással el akart szakadni az országtól. Egyik állítást sem tudták hitelt érdemlően alátámasztani a történészek azóta sem. A szultánnal csak 1528-tól volt érintkezése.

## Megválasztása

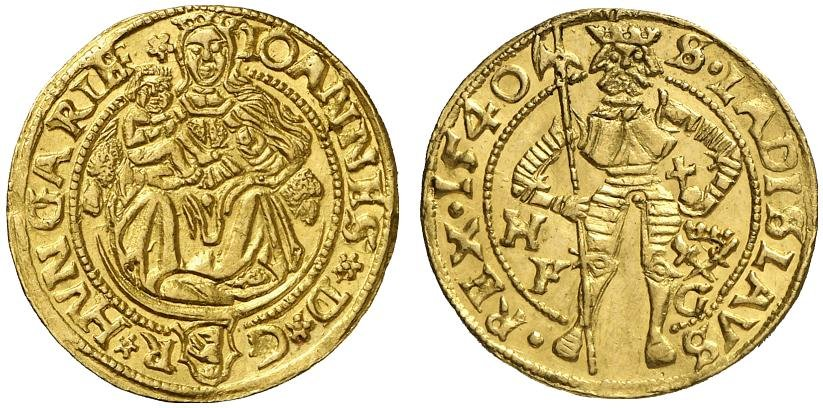
Szapolyai János aranypénze

A mohácsi csata értékeléséhez egyfajta mérleg segít hozzá: meghalt egy király, 28 báró, 7 főpap, a megyés ispánok többsége. Ezzel az államvezetés legfelső és középszintje gyakorlatilag kihalt, hiszen például a királyi tanácsot (vagyis a kormányt) a bárók és főpapok alkották. Ez pedig azonnali államvezetési és közigazgatási válságot okozott. Miután II. Lajos meghalt, Szapolyai az érintetlen haderejével Szeged mellett vesztegelt még akkor is, amikor a törökök kardcsapás nélkül bevették Budát, majd Pestet. A törökök október 13-ig ütközet nélkül elhagyták az országot. Szapolyai a tokaji gyűlésen országgyűlést hívott össze, majd november 1-jén bevonult Budára. A székesfehérvári országgyűlés 1526. november 10-én Jánost királlyá választotta, s november 11-én I. János néven meg is koronázták.
A magyar Szent Koronával történt koronázást a rangidős főpap, Podmaniczky István nyitrai püspök végezte el.
A magyar törvények szerint országgyűlést király hiányában csak a nádor hívhatott össze (aki ez időben Báthori István), ezért bár minden egyéb követelménynek megfelelt Szapolyai megkoronázása, maga az országgyűlés, amely megválasztotta volt jogcím nélküli. Szapolyai kormányzása a nádor nélküli királyi tanácsra épült, és az ország történetében példátlan, hogy egy uralkodónak ne legyen nádora. Valószínűleg azért nem nevezett ki nádort, mert az nyílt szakítást jelentett volna a törvényes nádorral, Báthori Istvánnal.
Szapolyaival szemben Habsburg Ferdinánd a Jagelló-Habsburg dinasztikus szerződés alapján tekintette magát a magyar trón örökösének. Valójában a legitimitás elvének megfelelően II. Lajos nagybátyja, I. Zsigmond lengyel király volt a Magyar Királyság törvényes örököse, és nem II. Lajos sógora, Ferdinánd. Másrészt Ferdinánd legitimációjának az 1505-ös rákosi végzés okiratában foglaltak és a Szent Korona hiánya volt az akadálya, amely Szapolyainál volt. Ugyanakkor megjegyzendő, hogy a rákosi végzést magyar király - sem Ulászló, sem Lajos - nem szentesítette, így jogi ereje sem volt, pusztán a nemesség egy részének a véleményét rögzítette írásban.
Alig egy hónappal később összeült Pozsonyban 13 magyarországi főnemes és főpap, akik Habsburg Ferdinándot választották meg magyar királynak. Ezt az országgyűlést Báthori István nádor hívta össze. A pozsonyi gyűlésen részt vevő főurakat név szerint lehet ismerni. Ezen az országgyűlésen Ferdinánd valódi jogcím alatt szerezte meg a magyar királyságot, hisz törvényes országgyűlés választotta meg (electio).
1526 decemberétől az országnak két királya volt: I. János néven Szapolyai, az 1505. évi rákosi végzés alapján a székesfehérvári országgyűlésen választott király és I. Ferdinánd.

## Egy ország, két király

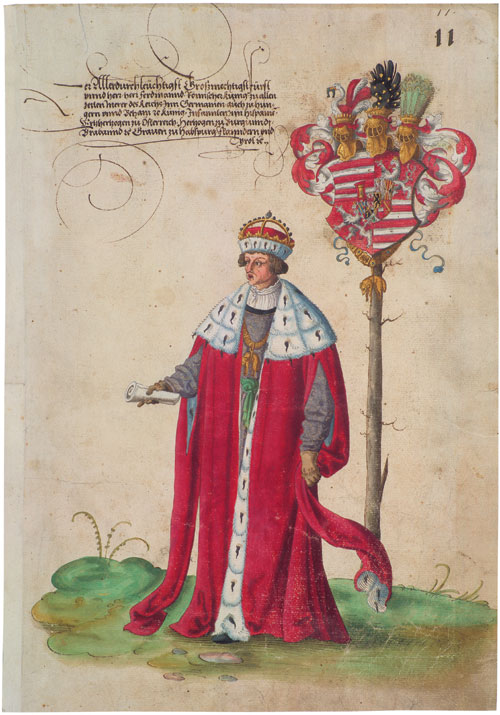
Habsburg Ferdinánd

Szapolyai János uralkodása egy külpolitikai kudarccal kezdődött: bár a II. Lajos halálával megüresedett cseh trónra bejelentette igényét, azonban a cseh, morva és sziléziai területek Ferdinánd osztrák főherceg kezére kerültek.
Bácson a félkatonai tömbökbe letelepített, Szerbiából menekülő szerbek fellázadtak Habsburg Ferdinánd udvarának biztatására. A Cserni Jován vezette felkelést leverték. A Habsburgok nagyon értették a divide et impera (oszd meg és uralkodj) jelszavát. Közvetlenül a felkelés után elindult Ferdinánd serege Szapolyai ellen és ettől kezdve lényegében állandósult polgárháborús helyzet alakult ki a két király hívei között, akik nem ritkán birtokaik gyarapítása reményében pártot váltottak.
1527. május 6-án V. Károly  német–spanyol serege elfoglalta Rómát. Ez a világpolitikai esemény élesen világítja meg Szapolyai külpolitikai elszigeteltségét. A pápai állam a Habsburg-ellenes cognaci liga tagja volt, és Szapolyai a már megvert ligához kívánt csatlakozni. Ez egyben egyfajta török orientációt is jelentett, hiszen a cognaci ligának Szulejmán kvázi-szövetségese volt. Még ebben a hónapban – nyilván a külpolitikai akció nyomán – V. Károly hadjáratot indított Szapolyai ellen. 1527. augusztus 15-én tényleges ostrom nélkül hagyta el Budát, egészen Tokajig hátrált, ahol néhány ezer landsknecht utolérte és legyőzte csapatait. Szapolyai Debrecenbe, majd Erdélybe menekült.

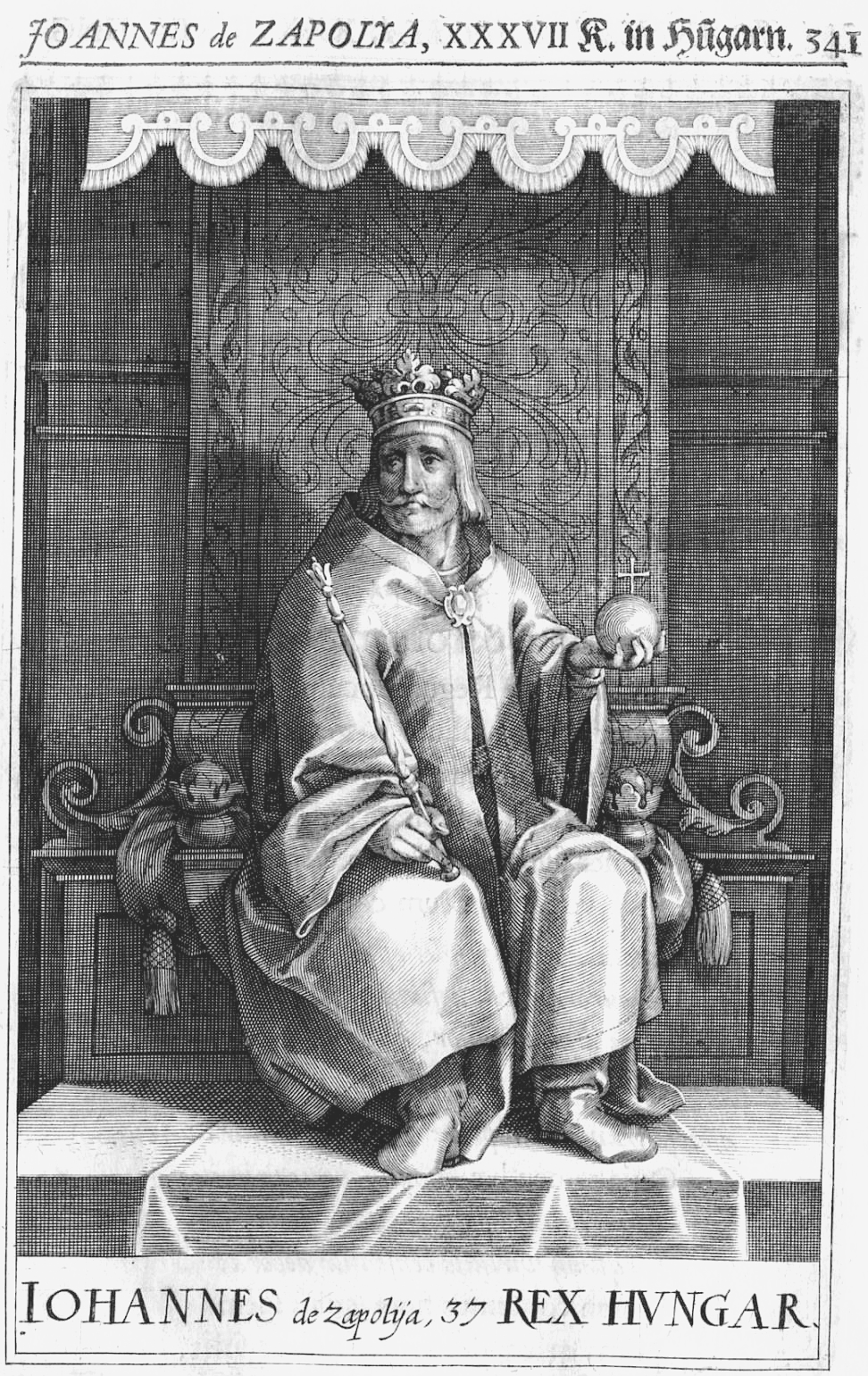
Szapolyai János a De Bello Panonicóban (1762)

Az Erdélybe szorított Szapolyai újabb bázist próbált kiépíteni, hogy visszavágjon a főhercegnek. Új sereget állított fel, melyhez több ezer lengyel zsoldost toborzott és követséget menesztett I. Ferenchez. Pénzbeli segítséget kért Velencétől és a pápától, de nem járt sikerrel. 1528 októberében Fontainebleauben szövetségre lépett a francia uralkodóval, I. Ferenccel, pénzügyi és diplomáciai támogatáshoz jutva. Azonban I. Ferenctől nem kapott katonai támogatást (az tőle várta el a Habsburgok keleti lekötését), ráadásul a francia király az oszmánokkal való megegyezésre buzdította.
A francia–magyar szövetség eredményeként 1532-ben felmerült a házassággal való megpecsételés is, amelynek értelmében Szapolyai feleségül venné I. Ferenc francia király egy nőrokonát, a sógorának, II. (Albret) Henrik navarrai királynak az akkor 18–19 éves húgát, Izabellát, aki Candale-i Anna magyar királynénak, II. Lajos magyar király édesanyjának volt az unokahúga. A tervezett frigy azonban ismeretlen okok miatt nem jött végül létre.
1528. március 20-án a szinai csatában János király erői döntő vereséget szenvedtek. Szapolyai 1528 végére teljesen kiszorult az országból, a lengyelországi Tarnów várába emigrált. Ekkor már a marosvásárhelyi gyűlés és a brassói népgyűlés is Ferdinándot fogadta el uralkodónak. Az ország nagy részén a Habsburg főherceg uralkodott, akit immár magyar törvények szerint is királlyá koronáztak Fehérváron, mivel kezébe került a Korona is - jellemző módon a Szapolyai által erdélyi vajdának kinevezett Perényi Péter koronaőr révén, aki szintén átállt Ferdinánd pártjára. Ferdinánd hátterét az osztrák tartományok és a cseh királyság, valamint fivére V. Károly német-római császár és spanyol király jelentették. Szapolyai Bajorországhoz, a lengyel királyhoz, I. Ferenc francia királyhoz, a pápához és egy sor más államhoz menesztett követet, de nem kapott támogatást. 1527-ben már el is indította követét, Hieronym Łaskit a Portára, minthogy más választása nem maradt, I. Szulejmántól kért segítséget, akivel szövetséget is kötött (1528. január 27.). 1529-ben először a moldvai vajda tört be Erdélybe, ahol legyőzte Ferdinándot. 1529. május 10-én I. Szulejmán oszmán szultán hatalmas hadsereggel elindította második magyarországi hadjáratát, melynek célja a német-római császári székhely, Bécs meghódítása volt. A törökök benyomultak Magyarországra és kiszorították Ferdinánd erőit. A szultán és a nagyvezíre Pargali Ibrahim pasa a Mohácsi csata helyszínén hódoltatták Szapolyait a magyarok királyaként. 
az uralkodó őfelsége (Szulejmán) tiszteletből felkelvén trónjáról, három lépésnyire (Szapolyai) elé ment. Amint a kezét megcsókolta, leült egy székre; Ibrahim pasa is leült, míg Ajasz és Kaszim pasák állva maradtak. Amint kiment, négy kaftánnal és három, egészen aranyos szerszámú lóval ajándékoztatott meg. Ezért ismét bement és kezet csókolt.
1529. szeptember 3-án Budához érkezett és letáborozott a török had. A törökök megostromolták a Ferdinánd katonasága által védett várat és néhány nap alatt elfoglalták. Nádasdy Tamás a vár eleste után török fogságba esett. A szultán ezután hadseregével tovább indult Bécs elfoglalására, de előtte még hivatalosan visszahelyezte Jánost a magyar trónra, átadta neki a birtokába jutott magyar Szent Koronát és átadta Buda várát is Szapolyainak. Szapolyai nem vett részt az Ausztria elleni támadásban, mert katonai ereje nem volt hozzá. Viszont ekkor megpróbálta lerázni magáról Szulejmánt.

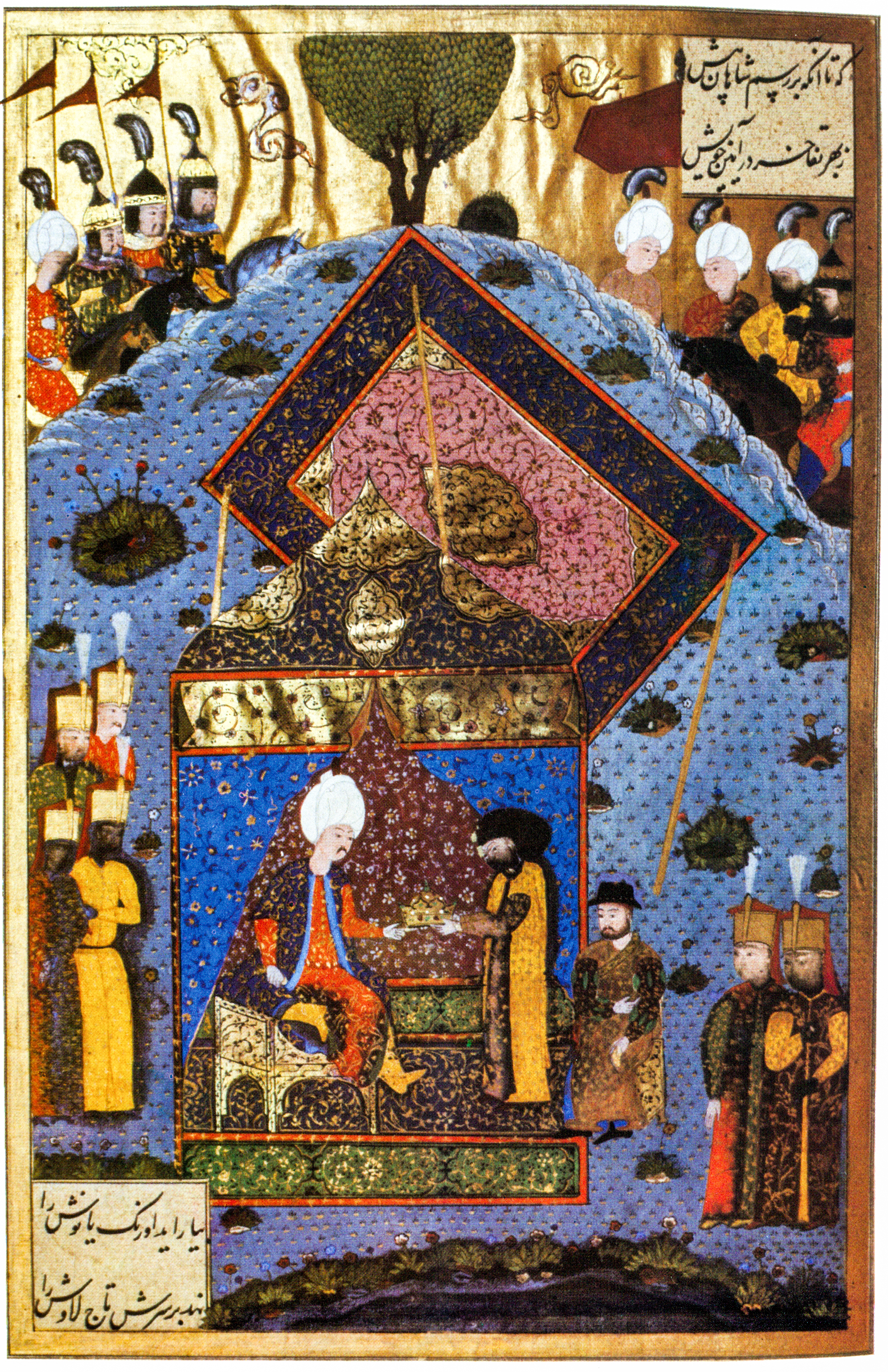
Szulejmán visszaadja a koronát János királynak, török miniatúra

A török szövetség természetesen nem felebaráti szívességből fakadt, a török porta egy idő után úgy látta jónak, ha saját megbízottját is János király környezetében tartja. Lodovico Gritti kalandos életútját ekképpen tudta betetőzni Magyarország kormányzójává való kinevezésével. (Kormányzót a király kiskorúsága esetére szokott a rendi országgyűlés választani, az 1485. évi nádori cikkek értelmében ráadásul a kormányzói tisztség a nádort illeti, amikor be van töltve a nádori pozíció.)
Bár voltak kísérletek a két király közötti béke megteremtésére, ezek eleinte csak fegyverszüneti megállapodásokat eredményeztek. Ebben a helyzetben a magyar nemesség nagy része az úgynevezett királytalan országgyűléseken próbált megoldást találni a kaotikus helyzetre, eredmény nélkül.
Közben Gritti kétszínű játékot kezdett űzni vele, amely már majdnem a hatalmát veszélyeztette. Szapolyai nem tudta először miként szabaduljon meg tőle, mert Gritti Pargali Ibrahim nagyvezír személyes jó barátja volt, s ha Gritti ellen fellép, azzal akár két tűz közé szorul Ferdinánd és Szulejmán között. Végül az erdélyiek távolították el az útból Grittit.

Ezt az incidenst Ferdinánd megint a maga javára használta, és Szulejmánnál próbálta elérni, hogy forduljon Szapolyai ellen.
Végül hosszas tárgyalások után, 1538-ban a váradi békével jutott nyugvópontra az évtizedes belviszály. Ebben a két király kölcsönösen elismerte egymás területeit a status quo alapján, és megállapodtak abban, hogy János halála után az országrészét Ferdinánd, illetve utódai öröklik. Ugyanakkor János király még a következő évben házasságot kötött Jagelló Izabellával és akitől egy év múlva fia született, János Zsigmond István néven. A királynak viszont nem maradt sok ideje fia nevelésére, születése után két héttel meghalt. Fráter György későbbi előadása szerint halálos ágyán megeskette hű tanácsadóját, hogy nem tartja be a váradi béke passzusát, hanem fiát, János Zsigmondot juttatja a trónra, ami végzetes lett az országra nézve. Szapolyai főemberei három különböző álláspontot képviseltek. Volt, aki szerint a váradi békét életbe kell léptetni. Volt, aki szerint Ferdinándnak csak akkor kell átadni a trónt, ha erővel próbálja érvényesíteni jogát. A Fráter-féle álláspont – a váradi béke teljes elvetéséről – a harmadik, és ez győzedelmeskedett.
Az emiatt kirobbant újabb háború során 1541-ben a Habsburg csapatok el akarták foglalni Budát. A Szapolyai-párti magyarok azonban szétverték a betolakodókat. A törökök szultánja elindította csapatait, azzal a céllal, hogy a Habsburg csapatokkal szálljon szembe. Habsburg csapatok ugyan nem voltak jelen, amire a törökök Buda várához érkeztek, de ennek ellenére csellel elfoglalták Budát.
Szapolyai a megbukott országot nem kormányozhatta erős kézzel. Az állandó viszálykodások és főúri klikkek tönkretették Magyarországot. Szapolyai maga is részt vállalt a belviszályokban, a kiélezett szembenállása másokkal éppúgy hozzájárult az ország hanyatlásához.

## Szuverén király vagy török vazallus?
A köztudatban mindmáig nem alakult ki egyetértés János király politikájával kapcsolatban. Elterjedt nézet, hogy Szapolyai oszmán vazallus volt - bár Szapolyai az 1529 utáni években a törököknek nem fizetett adót. Ugyanakkor riválisa, Ferdinánd király 1533-ban elismerte Szulejmán szultánt a magyarországi ügyek döntőbírájának, míg Szulejmán Ferdinándot jelképesen a fiává fogadta, és Magyarország nyugati részét hűbér gyanánt a kezében hagyta. A Ferdinánd-párti kortársak és a jóval későbbi, Habsburg-párti történészek olyasmivel vádolták Szapolyait (adófizetés, magyarországi ügyekben jóváhagyás kérése a Portától, a „török császár” diplomáciai fölényének elismerése, aki a Habsburg uralkodót „bécsi királynak” címezte), amit a mindenkori bécsi politika is megtett. Csak a tizenöt éves háborút lezáró zsitvatoroki békének köszönhetően vált a Habsburg uralkodó és a padisah a diplomáciában egyenrangúvá.
Nem ismert, hogy Szulejmán mikor és miért döntött úgy, hogy a Magyar Királyságot az Oszmán Birodalom részéve teszi. Maga Szulejmán írta egy levelében 1541-ben, hogy a meghódított Magyarország időben túl messzire esett a birodalomtól, ezért bízta annak vezetését Szapolyaira. Ugyanakkor az sem elvethető alternatíva, miszerint Magyarország megszállására kényszerből, a Habsburg fenyegetés miatt került sor, vagy azt épp csak felvonulási területként és ütközőzónaként használta föl. A történészek Szulejmán magyarországi szándékait illetően a lehető legkülönbözőbb álláspontokat vallják.
A kutatásban felvetődött, hogy az oszmánok Magyarország esetén is a balkáni államoknál bevált több szakaszban való terjeszkedés szerint jártak el. Az oszmánok a kiszemelt országban (pl. Szerbia, Bosznia) annak katonai legyőzése után egy török orientációt képviselő kormányzatot juttattak hatalomra, mielőtt az országot végleg bekebelezték. E szerint az elképzelés szerint Szulejmán azért tette lehetővé Szapolyai uralmát, s azért nem tartotta meg korábban (1529-ben) Budát, hogy a törökpárti irányzatot népszerűvé tegye a végleges megszállás előtt.
Tény, hogy Szapolyai országrészében már 1529-től török csapatok tartózkodtak, akik nem csupán a Habsburg hadakat tartották távol, hanem a magyar uralkodót is ellenőrizték. A fentiek miatt napjainkban a történészek többsége Szapolyait török vazallusnak tekinti.

## A „délszláv Szapolyai”
A magyar történeti irodalomban gyakran felmerül a Szapolyai-család szlavón vagy horvát származása. Azonban a Szapolyai-családról a 14. század derekát megelőzően semmit sem tudunk. Valójában Pozsega vármegye (ahol a Szapolyai-család névadó faluja található) közvetlenül a Magyar Királysághoz tartozott, a Dráva–Száva közének keleti részét csak az 1540-es évektől nevezték Szlavóniának. Ráadásul a szlavón tartománygyűlés csak 1558-ban olvadt bele a horvát Száborba, azelőtt a horvát és szlavón nemesség külön identitással rendelkezett.
Hasonló toposz, hogy János király környezete, királyi udvara délszlávokból állt. Mint arra Kubinyi András rávilágít, az elképzelést először Szekfű Gyula vetette papírra, ténylegesen Szapolyai János szolgálatában kevés szerb és horvát állt.
Tovább erősíti a toposzt, hogy katonai taktikáját tekintve Szapolyai mindvégig erősen támaszkodott magyarországi huszárokra, akik jórészt ekkor még délszláv / szerb nemzetiségből kerültek ki.
Szapolyai János szláv királyként való emlegetése a szomszéd népek nacionalista irodalmában is gyakran megjelenik.

## Gyermeke
- Feleségétől, Jagelló Izabella (1519–1559) lengyel királyi hercegnőtől, 1 fiú:
  - János Zsigmond István[14] (1540–1571), II. János néven választott magyar király, János Zsigmond néven erdélyi fejedelem, nem nősült meg, gyermekei nem születtek
- Ágyasától, Kardosné debreceni magyar úrnőtől, nem születtek gyermekei